# Prueba (derecho)
La prueba, en Derecho, es todo motivo o razón aportado al proceso por los medios y procedimientos aceptados en la ley para llevarle al juez al convencimiento de la certeza sobre los hechos discutidos en un proceso. Ciertos autores le asignan a la prueba el fin de establecer la verdad de los hechos y no solamente el convencimiento al juez.
Desde un punto de vista procesal, la prueba se aprecia desde tres aspectos: desde su manifestación formal (medios de prueba), desde su manifestación sustancial (los hechos que se prueban) y desde el punto de vista del resultado subjetivo (el convencimiento en la mente del juzgador). En cuanto a la primera manifestación los medios de prueba son los vehículos a través de los cuales se prueba un hecho, objeto o circunstancia y están establecidos en la ley (testimonios, peritajes, inspecciones, etcétera), mientras que la manifestación sustancial hace referencia a los hechos que se quieren probar a través de esos medios (existencia de un contrato, comisión de una infracción, etcétera).  
Se pueden probar todos los hechos, a excepción de los hechos negativos sustanciales y de los hechos que son moral y físicamente imposibles. En un proceso judicial se deben probar los hechos que son objeto de litigio, teniendo generalmente la carga de la prueba aquel que ha afirmado un hecho que no ha sido admitido por la contraparte. 

## Definición
Etimológicamente prueba proviene del latín probus que significa bueno, honrado, que te puedes fiar de él.
En sentido lato, la palabra prueba puede tener los siguientes significados: Acción y efecto de probar. Razón, argumento, instrumento u otro medio con que se pretende mostrar y hacer patente la verdad o falsedad de algo. Indicio, señal o muestra que se da de algo.
Según Carnelutti y Rocco la expresión prueba tiene un distinto significado en el lenguaje común y en el lenguaje jurídico, pues prueba judicial es la comprobación, no de los hechos, sino de las afirmaciones, a ello podríamos agregar que en materia procesal se puede hablar de prueba solo cuando se trate de comprobar hechos que están sujetos a contradicción y que no han sido admitidos por ambas partes dentro del proceso judicial, es por eso que tiene características propias que la diferencian de la prueba en sentido común.

## Historia de las pruebas judiciales
En cuanto a su evolución, se pueden diferencia cinco fases o etapas de las pruebas judiciales:
- La fase étnica
- La fase religiosa
- La fase legal
- La fase sentimental
- La fase científica

### La fase étnica
Se considera fase étnica o primitiva a aquella fase dominada por empirismos para llegar a la conclusión sobre la existencia o no de ciertos hechos, procedimientos que variaban de acuerdo a cada lugar en que se aplicaban. Por ejemplo en la cultura precolombina era el Inca o el Curaca quienes administraban justicia a través de sus propios métodos.

### Fase religiosa
Durante el apogeo de Grecia y Roma, el derecho probatorio alcanzó un desarrollo científico importante misma que puede verse representada en los estudios de Aristóteles, como Retórica en la que se encontraba una concepción lógica, ajena de todos los prejuicios de orden religioso para valorar la prueba. Este apogeo fue interrumpido por la irrupción del derecho germánico, de una connotación mucho más rudimentaria y bárbara que sustituía a la valoración lógica de las pruebas por medios artificiales, absurdos y basados en la creencia de una intervención de la Divinidad o en la justicia de Dios para casos particulares. Es con esta irrupción con la que empieza la fase religiosa en la que predominan las ordalías, los duelos judiciales y los juicios de Dios, lo mismo que las pruebas del agua y del fuego. 
Posteriormente esta etapa tuvo un influjo cada vez más marcado del derecho canónico, a través del cual se va abandonando aquellos medios de prueba bárbaros y se va abriendo camino hacia la fase legal.

### Fase legal
Se denomina también como fase de la tarifa legal. Nace como consecuencia de la falta de preparación de los jueces y como respuesta a los métodos de la fase religiosa. A través de la tarifa legal los papas daban instrucciones detalladas sobre el proceso canónico y los canonistas debían elaborar las reglas de valoración de la prueba. En este sistema la posibilidad de que el juez llegue a una conclusión por sí mismo respecto de las pruebas judiciales se redujo al mínimo debiendo este cumplir con los mandatos legales en donde la ley preveía la forma en que se debían valorar las pruebas. Este tipo de sistema daba facultades ilimitadas al juez para obtener pruebas de tal manera que le permitía emplear el tormento judicial para obtener la confesión, situación que llevó a que se instaura la Inquisición del Santo Oficio, en donde el sadismo y el refinamiento de la crueldad de los ministros de Cristo llegó a los máximos extremos.

### Fase sentimental
También llamada fase de íntima convicción y se originó con la Revolución Francesa que acogió las teorías de Montesquieu, Voltaire y sus seguidores y se aplicó como respuesta a la fase legal. Esta fase se caracterizó por el hecho de basar las resoluciones judiciales en una convicción libre y no sujeta a reglas de ninguna naturaleza para determinar la existencia o no de los hechos puestos en controversia dentro de un proceso. Se caracterizó también por ser aplicada por jurados compuestos por ciudadanos comunes. Este nuevo derecho se difundió por Europa solo a mediados del siglo XIX. También ha sido criticada por algunos autores, como TARDE quien dice que se trataba de una nueva superstición basada en la fe optimista en la infalibilidad de la razón humana, del sentido común, del instinto natural.

### Fase científica
Se basa en el uso por parte del juez de la sana crítica, que es una operación intelectual basada en las reglas de la lógica y las máximas de la experiencia. Se diferencia del sistema de la íntima convicción por cuanto la sana crítica si está sujeta a pautas para la operación intelectual del juez y se diferencia del sistema de la tarifa legal por cuanto no está sujeta a reglas rígidas de valoración de la prueba que puedan contradecir al sentido común aplicable a cada caso en concreto.